# Озерки (Красноуфімський міський округ)
Озе́рки (рос. Озёрки) — присілок у складі Красноуфімського міського округу (Натальїнськ) Свердловської області.
Населення — 378 осіб (2010, 471 у 2002).
Національний склад станом на 2002 рік: татари — 93 %.